# Női kosárlabdatorna a 2015. évi nyári európai ifjúsági olimpiai fesztiválon
A 2015. évi nyári európai ifjúsági olimpiai fesztiválon a női kosárlabda mérkőzéseket július 27. és augusztus 1. között rendezték Tbilisziben.

## Érmesek
| A 2015. évi nyári európai ifjúsági olimpiai fesztivál érmesei női kosárlabdában | A 2015. évi nyári európai ifjúsági olimpiai fesztivál érmesei női kosárlabdában | A 2015. évi nyári európai ifjúsági olimpiai fesztivál érmesei női kosárlabdában | A 2015. évi nyári európai ifjúsági olimpiai fesztivál érmesei női kosárlabdában |
| --- | --- | --- | ------------------------------------------------------------------------------- |
| Arany | Ezüst | Bronz |                                                                                 |
| Csehország · Tereza Vitulova · Julie Pospisilova · Kristyna Brabencova · Adela Smutna · Karolina Szotkova · Karolina Sotolova · Natalie Raskova · Anezka Kopecka · Veronika Sipova · Barbora Tomancova · Adela Vymazalova · Veronika Vorackova | Belgium · Charlotte Borlee · Malaurie Tosin · Seraphine Bastin · Manon Descamps · Lieve Lukusa · Emilie Saucin · Ludwinne Vandy · Lore Devos · Becky Massey · Julie Lefevre · Marine Bada · Billie Massey | Magyarország · Czukor Dalma · Barhács Laura · Foitl Emília · Boros Dorka · Bernáth Réka · Pusztai Petra Panna · Merész Beatrix · Radócz Fanni · Gereben Lívia · Lelik Réka · Juhász Dorka · Soós Réka |                                                                                 |

## Csoportkör

### A csoport
| Csapat        | M | Gy | V | P+  | P–  | Pk  | P |
| ------------- | - | -- | - | --- | --- | --- | - |
| Magyarország  | 3 | 2  | 1 | 167 | 168 | -1  | 5 |
| Oroszország   | 3 | 2  | 1 | 171 | 167 | +4  | 5 |
| Lettország    | 3 | 1  | 2 | 149 | 168 | -19 | 4 |
| Franciaország | 3 | 1  | 2 | 155 | 139 | +16 | 4 |

| július 27. 16:15 | Lettország                               | 53–62 | Magyarország | Tbiliszi Játékvezetők: EMLEK S. (TUR) |
| július 27. 16:15 | (14-15, 10-17, 13-19, 16-11) Jegyzőkönyv |       |              | Tbiliszi Játékvezetők: EMLEK S. (TUR) |

| július 27. 20:45 | Oroszország                              | 53–52 | Franciaország | Tbiliszi Játékvezetők: KUPATADZE M. (GEO) |
| július 27. 20:45 | (16-13, 10-15, 15-10, 12-14) Jegyzőkönyv |       |               | Tbiliszi Játékvezetők: KUPATADZE M. (GEO) |

| július 28. 14:00 | Lettország                              | 49–45 | Franciaország | Tbiliszi Játékvezetők: KUPATADZE M. (GEO) |
| július 28. 14:00 | (10-10, 9-10, 11-12, 19-13) Jegyzőkönyv |       |               | Tbiliszi Játékvezetők: KUPATADZE M. (GEO) |

| július 28. 20:45 | Magyarország                                   | 68–57 | Oroszország | Tbiliszi Játékvezetők: MACHAIDZE Z. (GEO) |
| július 28. 20:45 | (12-14, 12-14, 18-11, 13-16, 13-2) Jegyzőkönyv |       |             | Tbiliszi Játékvezetők: MACHAIDZE Z. (GEO) |

| július 29. 18:30 | Franciaország                         | 58–37 | Magyarország | Tbiliszi Játékvezetők: KARTAL E. (TUR) |
| július 29. 18:30 | (12-10, 15-9, 21-9, 10-9) Jegyzőkönyv |       |              | Tbiliszi Játékvezetők: KARTAL E. (TUR) |

| július 29. 20:45 | Oroszország                              | 61–47 | Lettország | Tbiliszi Játékvezetők: ZURAPOVIC A. (BIH) |
| július 29. 20:45 | (12-14, 13-12, 14-11, 22-10) Jegyzőkönyv |       |            | Tbiliszi Játékvezetők: ZURAPOVIC A. (BIH) |

### B csoport
| Csapat      | M | Gy | V | P+  | P–  | Pk   | P |
| ----------- | - | -- | - | --- | --- | ---- | - |
| Belgium     | 3 | 3  | 0 | 201 | 150 | +51  | 6 |
| Csehország  | 3 | 2  | 1 | 246 | 133 | +113 | 5 |
| Törökország | 3 | 1  | 2 | 170 | 189 | -19  | 4 |
| Grúzia      | 3 | 0  | 3 | 91  | 236 | -145 | 3 |

| július 27. 14:00 | Törökország                           | 61–28 | Grúzia | Tbiliszi Játékvezetők: ROSSI M. (ITA) |
| július 27. 14:00 | (10–9, 19-1, 12-8, 20-10) Jegyzőkönyv |       |        | Tbiliszi Játékvezetők: ROSSI M. (ITA) |

| július 27. 18:30 | Csehország                             | 55–56 | Belgium | Tbiliszi Játékvezetők: ROSSI M. (ITA) |
| július 27. 18:30 | (10–6, 9-16, 22-16, 14-18) Jegyzőkönyv |       |         | Tbiliszi Játékvezetők: ROSSI M. (ITA) |

| július 28. 16:15 | Grúzia                               | 23–100 | Csehország | Tbiliszi Játékvezetők: JEVTOVIC V. (SRB) |
| július 28. 16:15 | (8-29, 4-33, 6-19, 5-19) Jegyzőkönyv |        |            | Tbiliszi Játékvezetők: JEVTOVIC V. (SRB) |

| július 28. 18:30 | Belgium                      | 70–55 | Törökország | Tbiliszi |
| július 28. 18:30 | (20-10, 21-10, 10-13, 19-22) |       |             | Tbiliszi |

| július 29. 14:00 | Csehország                              | 91–54 | Törökország | Tbiliszi Játékvezetők: BERISHVILI I. (GEO) |
| július 29. 14:00 | (30-11, 30-6, 15-17, 16-20) Jegyzőkönyv |       |             | Tbiliszi Játékvezetők: BERISHVILI I. (GEO) |

| július 29. 16:15 | Belgium                                | 75–40 | Grúzia | Tbiliszi Játékvezetők: PAULIK R. (CZE) |
| július 29. 16:15 | (29-9, 19-9, 16-10, 11-12) Jegyzőkönyv |       |        | Tbiliszi Játékvezetők: PAULIK R. (CZE) |

## Az 5–8. helyért
| július 31. 14:00 | Lettország                           | 105–24 | Grúzia | Tbiliszi Játékvezetők: ROSSI M. (ITA) |
| július 31. 14:00 | (27-3, 27-4, 11-9, 40-8) Jegyzőkönyv |        |        | Tbiliszi Játékvezetők: ROSSI M. (ITA) |

| július 31. 16:15 | Franciaország                        | 62–26 | Törökország | Tbiliszi Játékvezetők: PAULIK R. (CZE) |
| július 31. 16:15 | (20-4, 6-6, 20-11, 16-5) Jegyzőkönyv |       |             | Tbiliszi Játékvezetők: PAULIK R. (CZE) |

### A 7. helyért
| augusztus 1. 09:30 | Grúzia                                 | 40–72 | Törökország | Tbiliszi Játékvezetők: STRAUBE C. (GER) |
| augusztus 1. 09:30 | (6-17, 13-24, 8-17, 13-14) Jegyzőkönyv |       |             | Tbiliszi Játékvezetők: STRAUBE C. (GER) |

### Az 5. helyért
| augusztus 1. 11:45 | Lettország                               | 60–55 | Franciaország | Tbiliszi Játékvezetők: DEMENKOV I. (RUS) |
| augusztus 1. 11:45 | (16-17, 13-12, 16-10, 15-16) Jegyzőkönyv |       |               | Tbiliszi Játékvezetők: DEMENKOV I. (RUS) |

## Elődöntők
| július 31. 18:30 | Magyarország                            | 63–73 | Csehország | Tbiliszi Játékvezetők: DEMENKOV I. (RUS) |
| július 31. 18:30 | (16-25, 19-9, 15-21, 13-18) Jegyzőkönyv |       |            | Tbiliszi Játékvezetők: DEMENKOV I. (RUS) |

| július 31. 20:45 | Belgium                                 | 60–57 | Oroszország | Tbiliszi Játékvezetők: KARTAL E. (TUR) |
| július 31. 20:45 | (5-19, 18-12, 14-11, 23-15) Jegyzőkönyv |       |             | Tbiliszi Játékvezetők: KARTAL E. (TUR) |

## Bronzmérkőzés
| augusztus 1. 14:00 | Magyarország                            | 61-59 | Oroszország | Tbiliszi Játékvezetők: KOZLOVSKIS M. (LAT) |
| augusztus 1. 14:00 | (21-19, 10-11, 22-12, 8-17) Jegyzőkönyv |       |             | Tbiliszi Játékvezetők: KOZLOVSKIS M. (LAT) |

## Döntő
| augusztus 1. 16:15 | Csehország                            | 52–33 | Belgium | Tbiliszi Játékvezetők: KARTAL E. (TUR) |
| augusztus 1. 16:15 | (12-3, 12-5, 15-8, 13-17) Jegyzőkönyv |       |         | Tbiliszi Játékvezetők: KARTAL E. (TUR) |

## Végeredmény
| Helyezés | Csapat        | M | Gy | V | P+  | P–  | Pk   | P |  |
| -------- | ------------- | - | -- | - | --- | --- | ---- | - |  |
| Arany    | Csehország    | 5 | 4  | 1 | 371 | 229 | +142 | 9 |  |
| Ezüst    | Belgium       | 5 | 4  | 1 | 294 | 259 | +35  | 9 |  |
| Bronz    | Magyarország  | 5 | 3  | 2 | 291 | 300 | -9   | 8 |  |
| 4.       | Oroszország   | 5 | 2  | 3 | 287 | 288 | -1   | 7 |  |
|          |               |   |    |   |     |     |      |   |  |
| 5.       | Lettország    | 5 | 3  | 2 | 314 | 247 | +67  | 8 |  |
| 6.       | Franciaország | 5 | 2  | 3 | 272 | 225 | +47  | 7 |  |
| 7.       | Törökország   | 5 | 2  | 3 | 268 | 291 | -23  | 7 |  |
| 8.       | Grúzia        | 5 | 0  | 5 | 155 | 413 | -258 | 5 |  |